# 게이다르 마메달리예프
게이다르 누라디노비치 마메달리예프(러시아어: Гейда́р Нураддинович Мамедали́ев, 아제르바이잔어: Heydər Nürəddin oğlu Məmmədəliyev 해이대르 뉘래딘 오글루 맴매댈리예프, 1974년 4월 2일~)는 러시아의 레슬링 선수, 지도자이다. 2004년 하계 올림픽에서 남자 그레코로만형 밴텀급 은메달을 획득했고 2002년 세계 레슬링 선수권 대회에서 그레코로만형 밴텀급 금메달을 획득했다.